# Mountlake Terrace
Mountlake Terrace – miasto w Stanach Zjednoczonych, w stanie Waszyngton, w hrabstwie Snohomish.